# Stash Tea Company
Stash Tea Company – producent i dystrybutor herbaty z siedzibą w Tigard, Oregon.
Przedsiębiorstwo oferuje wiele gatunków herbat. Jej produkty dostępne są głównie w Stanach Zjednoczonych oraz w Kanadzie.

## Historia
Początkowo firma dostarczała herbaty do sklepów z naturalną żywnością. W 1975 roku poszerzono ofertę o nowe rodzaje herbat, rozpoczęto sprzedaż herbat w torebkach i dostawy do restauracji. Dzisiaj firma Stash Tea jest jedną z najlepszych firm w Stanach Zjednoczonych, specjalizującą się w sprzedaży i produkcji herbaty. Jej produkty są dostępne w sklepach spożywczych, kawiarniach, herbaciarniach, hurtowniach, sklepach ze zdrową żywnością oraz w sprzedaży wysyłkowej i przez internet. W ofercie jest ponad 200 rodzajów herbat.